# Орден русских рыцарей
О́рден Русских Рыцарей (или Орден рыцарей русского креста) — одна из преддекабристских организаций, создана М. Ф. Орловым и М. А. Дмитриевым-Мамоновым, существовала с 1815 года по 1817 год.

## История организации
Идея создания тайного ордена, ставящего целью учреждение в России конституционной монархии, с ограничением самодержавной власти, принадлежала генерал-майору М. Ф. Орлову. В 1814 году в Москве он посвятил в свои планы М. А. Дмитриева-Мамонова, а тот вскоре набросал «Пункты преподаваемого во внутреннем Ордене учения». Эти пункты частично повторяют Кондиции — ограничения, наложенные на несколько недель Верховным тайным советом на императрицу Анну Иоанновну в январе — феврале 1730 года. В 1816 году в типографии Московской медико-хирургической академии тиражом 25 экземпляров были опубликованы «Краткие наставления русским рыцарям» М. А. Дмитриева-Мамонова на французском языке, предназначенные для неофитов Ордена.
Представления братьев (заговорщиков) о будущем устройстве России постоянно эволюционировали в сторону все большей радикализации. В начале речь шла об учреждении конституционной монархии с ограничением самодержавной власти посредством Сената, часть членов которого была бы назначаемой, а часть — выборной от дворянства и горожан. В конце 1816 года Дмитриев-Мамонов написал новый проект, так называемый «Краткий опыт», предусматривающий уже парламент из двух палат вельмож и мещан, причем среди последних допускались даже представители «поселян». По мнению Н. М. Дружинина, «Проект Дмитриева-Мамонова восходит к масонско-мистическому революционаризму эпохи Великой Французской революции: канву своего плана он почерпнул из влиятельного издания „La bonche de fer“, которое выпускали Фуше и Бонневиль».
Среди членов (заговорщиков) ордена называют публициста Н. И. Тургенева, поэта Дениса Давыдова, мистика Максима Невзорова и, с меньшей уверенностью, князя А. С. Меншикова и будущего шефа жандармов А. Х. Бенкендорфа. Впрочем каких-либо документальных следов заседаний Ордена найдено не было и, по мнению М. В. Нечкиной, «весьма сомнительно, чтобы указанная шестерка или восьмерка хотя бы один раз вместе заседала за одним столом».
В 1818 году Орден и Союз спасения объединились в новую организацию — Союз благоденствия.